# TO-R Radio
TO-R (også To-R) Radio A/S var en dansk producent af radioer. Virksomheden blev grundlagt 1930 af Rasmus Rudholt (1885-?), hvis initialer danner grundlag for navnet ("to R").
Siden 1925 havde Rudholt beskæftiget sig med radio og havde 1929 fået monopol på import af tyske radioer. Fabrikken blev grundlagt i Nørregade 35 i København, lå så fra 1933 på Howitzvej 11-13 på Frederiksberg, men i 1946-47 fik TO-R opført en stor fabrik på Slotsherrensvej 111-113 i Vanløse, tegnet af Svenn Eske Kristensen og præmieret af Københavns Kommune.
I sin storhedstid i 1950'erne var virksomheden blandt Danmarks førende fabrikker og i årene omkring 1960 beskæftigede Rasmus Rudholt A/S/ TO-R mellem 600-1.000 medarbejdere. I 1952 overtog TO-R fabrikken Superphone og Telavox.  Da TO-R var på sit højeste, producerede fabrikken 300 fjernsyn om dagen plus et stort antal radioer. Da fjernseer nr 400.000 blev fejret i medierne i begyndelsen af 1960-erne, kunne TO-R dokumentere 100.000 solgte tv-apparater. Det betød at hver 4. tv-apparat i Danmark var et TO-R apparat, skønt der på samme tidspunkt var ca 20 dansk producerede tv på det danske marked. Hvilket tillige fremgik af visse medier bl.a. en større reportage i  Billedbladet.
TO-R A/S var i begyndelsen af 1960-erne Danmarks førende radio og tv-fabrik, og på Radio- og tv udstillingen i Forum 1961/62 lancerede TO-R den første danskproducerede stereoradio S-15 på det danske marked og efter Multiplex-systemet til stor overraskelse for konkurrenterne inklusiv B&O, og nogle måneder senere fulgte B&O efter med deres DIRIGENT stereoradio. 
Flere af TO-R's produkter blev designet af den kendte designer Jacob Jensen, -  bl.a. den fuldt transistoriserede stereoradio XPL-15, der var langt foran sin tid i design. En næsten tro kopi af XPL-15 blev senere produceret af det tyske firma Schaub-Lorentz (model Stereo 4000L).  Rasmus Rudholt producerede tillige den mest solgte transistorradio på det danske marked TRANS-WEEKEND 10, der blev solgt i mere end  65.000 eksemplarer.
Da det danske tv-marked i midten af 1960'erne viste tegn på mæthed, med deraf faldende tv-produktion, blev Rasmus Rudholt A/S tilbudt en stor ordre fra bl.a. Søværnets Televæsen.  En ordre der nemt kunne have holdt fabrikken kørende til en farve-tv-produktion kunne tage sin begyndelse. En amerikansk farve-tv ingeniør arbejdede en kort tid på TO-R's  laboratorium, men en længe ulmenede stridighed blandt aktionærerne udviklede sig samtidig i uheldig retning, og endte med at den ellers solvente fabrik lukkede 31.12.1966.
Fabrikken var én af flere inspirationskilder til "Bella Radio" i TV-serien Krøniken. Stort set samtlige tv-chassiser, der ses i Krøniken, er TO-R's fabrikat. 